# 加值型及非加值型營業稅法
《加值型及非加值型營業稅法》，是中華民國最基礎的加值型及非加值型營業稅法律，主要是「中華民國境內銷售貨物或勞務及進口貨物」均應依加值型及非加值型營業稅而制定（根據該法第1章第1條）。民國20年（1931年）6月13日公布，民國75年（1986年）4月1日實施，現行修正版本2024年8月7日修正公布。

## 應用案例
加值型及非加值型營業稅法可以避免不肖人士開出不實的統一發票消費金額或者以不當手段得到多種獎項。

## 外部連結
- 中華民國《加值型及非加值型營業稅法》（繁體中文）（英文） （页面存档备份，存于）- 全國法規資料庫 - 中華民國法務部